# Rikard Nordstrøm
Rikard Hannibal Wilhelm Nordstrøm (Koppenhága, 1893. április 23. – Koppenhága, 1955. február 7.) olimpiai bronzérmes dán tornász.
Az 1912. évi nyári olimpiai játékokon indult tornában és a szabadon választott gyakorlatok csapatversenyben bronzérmes lett.
Klubcsapata a KSG volt.